# بارتليت إل. ثين
بارتليت إل. ثين (بالإنجليزية: Bartlett L. Thane)‏ هو مهندس أمريكي، ولد في 26 أغسطس 1877، وتوفي في 7 نوفمبر 1927.